# Городище (Ростовская область)
Городи́ще — хутор в Азовском районе Ростовской области.
Входит в состав Елизаветинского сельского поселения.

## География
Расположен в 10 км северо-восточнее районного центра — города Азов, на правобережье Дона, в окрестностях Ростова-на-Дону.

### Улицы
- пер. Молодёжный,
- ул. Геологическая,
- ул. Придорожная.

## История
Первые жители хутора Городище появились в 1905 году, основав три усадьбы. Случилось это после разрушительного наводнения (горовая вода). Следующее похожее наводнение случилось в 1917 году. Ближайшие хутора Колузаево, Курганы и Обуховка расположены непосредственно по берегу Дона. Территория хутора оставалась там единственной незатопляемой. Население возросло до двух десятков дворов.

## Население
| 1989 | 2002 | 2010 |
| ---- | ---- | ---- |
| 142  | ↗236 | ↗290 |

Национальный состав
Согласно результатам переписи 2002 года, в национальной структуре населения русские составляли 94 %.

## Достопримечательности

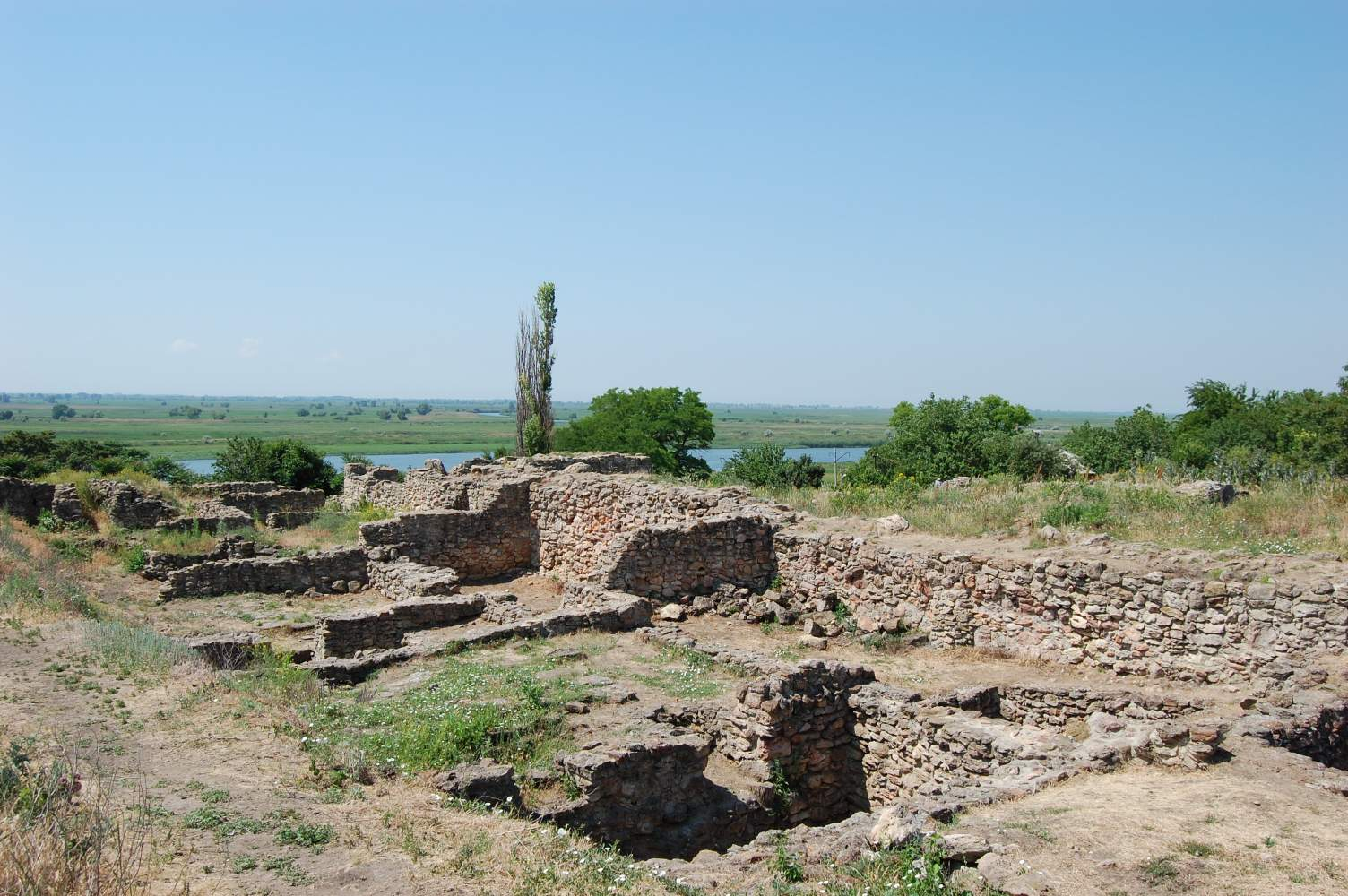
Заповедник «Танаис». Усадьбы раскопа. 2007

На территории хутора Городище находятся объекты культурного наследия федерального значения. К ним относятся Елизаветовское городище и курганы. Елизаветовское городище связано с древним (VI—V веков до н. э.) поселением скифской культуры. Вероятно оно было основано после войны с Дарием I. На протяжении большей части V века до н. э. это было сезонное стойбище кочевников, жилые постройки этого времени отсутствовали. К началу IV века до н. э. благодаря греко-варварской торговле поселение постепенно превращалось в полуоседлое, затем — в городского типа.
Расположение на торговых путях позволило кочевникам контролировать торговые коммуникации, проходившие по землям Нижнего Дона.
Во второй половине IV века до н. э. Елизаветовское городище превратилось в наиболее крупное в Северо-Восточном Приазовье. Жители занимались сельским хозяйством, ловлей рыбы и ремесленным промыслом.
Кровопролитные междоусобицы, охватили  Боспорское царство на рубеже IV—III веков до н. э.,  в которые оказались вовлечены соседствующие боспорцам кочевые племена, привели к упадку поселений.
В конце 90-х годов III века до н. э. на территории заброшенного городища греческой колонии-эмпория вновь возникло поселение. Центральная его часть была застроена жилыми и хозяйственными постройками.  Поселение погибло при боспорском царе Перисаде II в 270—260 гг. до н. э. в результате военного разгрома в связи с продвижением племен сарматов на территорию Скифии.
Вскоре рядом был построен город Танаис.
В настоящее время на территории городища проводятся археологические раскопки. Площадь Елизаветовского городища составляет около 40-55 га. Его территорию окружали два оборонительных пояса с глубоким рвом и насыпями по сторонам. Центральную часть поселения площадью около 12 га. занимала греческая колония первой четверти III в. до н. э. в окружающих курганах проводились захоронения. В одном из них было раскопано  захоронение скифского царя IV в. до н. э.